# Сан Лоренцо Мађоре
Сан Лоренцо Мађоре (итал. San Lorenzo Maggiore) је насеље у Италији у округу Беневенто, региону Кампанија.
Према процени из 2011. у насељу је живело 1834 становника. Насеље се налази на надморској висини од 328 м.

## Становништво
Према резултатима пописа становништва 2011. у општини је живело 2.165 становника.
| 1931. | 1936. | 1951. | 1961. | 1971. | 1981. | 1991. | 2001. | 2011. |
| ----- | ----- | ----- | ----- | ----- | ----- | ----- | ----- | ----- |
| 2.631 | 2.773 | 3.095 | 2.815 | 2.411 | 2.364 | 2.287 | 2.280 | 2.165 |